# Matvej Ivanovič Platov
Grof Matvej Ivanovič Platov (rusko Матве́й Ива́нович Пла́тов), ruski general, * 8.(19) avgust 1753, † 3.(15) januar 1818.
Bil je poveljnik (ataman) donskih Kozakov, ki so se borili med Napoleonovo invazijo na Rusijo; posledično je bil njegov portret dodan v Vojaško galerijo Zimskega dvorca.

## Življenje
Odlikoval se je v bojih proti krimskim Tatarom leta 1774 in leta 1782 v Kubanski dolini. Leta 1790 je sodeloval v zavzetju Ismaila, za kar je prejel red svetega Jurija 3. razreda in bil povišan v generalmajorja. A car Pavel ga je izobčil v Kostromo in nato v petropavlovski zapor. Leta 1801 je postal ataman donskih Kozakov in premaknil kozaško prestolnico v Novočerkask. Sodeloval je v kampanji leta 1806 proti Francozom in v vojni proti Turkom leta 1808 in 1809. Pozneje se je vrnil nazaj domov in vodil lokalno kozaško administracijo. 
Leta 1812 je poveljeval kozaškemu korpusu, ki je bil v sestavi 2. zahodne armade. V bitki za Borodino se je odlikoval, ko je 7. septembra 1812 bočno napadel francoske položaje. Med celotno kampanjo leta 1812 je mobiliziral preko 20.000 donskih Kozakov in jih uporabil za nadlegovanje umikajočih Francozov. 
Po vojni je spremljal carja Aleksandra v London, kjer mu je mesto podarilo zlato sabljo in Univerza v Oxfordu častni doktorat. 
Do smrti je živel v Novočerkasku, kjer je ustanovil šolo in vodil lokalno upravo.